# ポチテカ

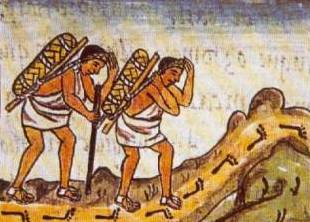
フィレンツェ絵文書に描かれたポチテカ。交易品を背負っている。ロレンツォ・メディチ図書館所蔵。

ポチテカ（英: Pochteca）は、アステカに存在した交易者。武装した隊商による長距離交易を行い、アステカの中心部であるメキシコ高地から、低地にあるプトゥン人のシカランコや、カカオ産地のソコヌスコなどへ旅をした。ポチテカという名称は「パンヤの木の国から来た人々」を意味しており、パンヤが生育する熱帯地域とのつながりを示唆している。

## 職務
ポチテカは、地域市場の小売人とは異なり世襲制のギルドを組織し、メシコの首都テノチティトランや商都トラテロルコを中心に12のギルドが存在した。集団内部で職務が分かれており、アステカの領外で貿易をする者（oztomeca）、領外で諜報活動を行う者（nahualoztomeca）、奴隷商人（tecoaniまたはteqltiani）、領主たちの財を交換する者（tecunenenqui）、そして統括する者（pochtec’atlailotlacまたはacxotecatl）がいた。アステカには車輪や荷物を運ぶ大型の家畜が存在しなかったため、荷物は人夫（tlamama）によって運ばれた。
ポチテカは各地からアステカに送られる貢納を管理し、新たな征服地の諜報活動も行った。異国の情報を集め、彼らが危害をこうむると戦争の口実とされた。こうしてポチテカはアステカによる征服を後押しした。ポチテカは固有の神々を祭ることや、独自の裁判権を認められていた。しかし豊かさをアピールすることは制限されており、逸脱した者は処刑されて財産を没収された。
取引が成功した商人は、神への感謝と成功の誇示をするために宴会を主催した。宴会では同御者の他に同行した戦士や土地の貴族ももてなした。ポチテカは王族、貴族、戦士などと並んでチョコレート飲料をはじめとするカカオの消費を許された階級だった。会員がギルド内で昇進する時には仲間の商人を招いて宴会を主催することが義務でもあった。地位が上がるほど宴会は大規模となり、料理の他に幻覚を誘発するキノコ、生贄の奴隷なども必要となった。

## 交易品

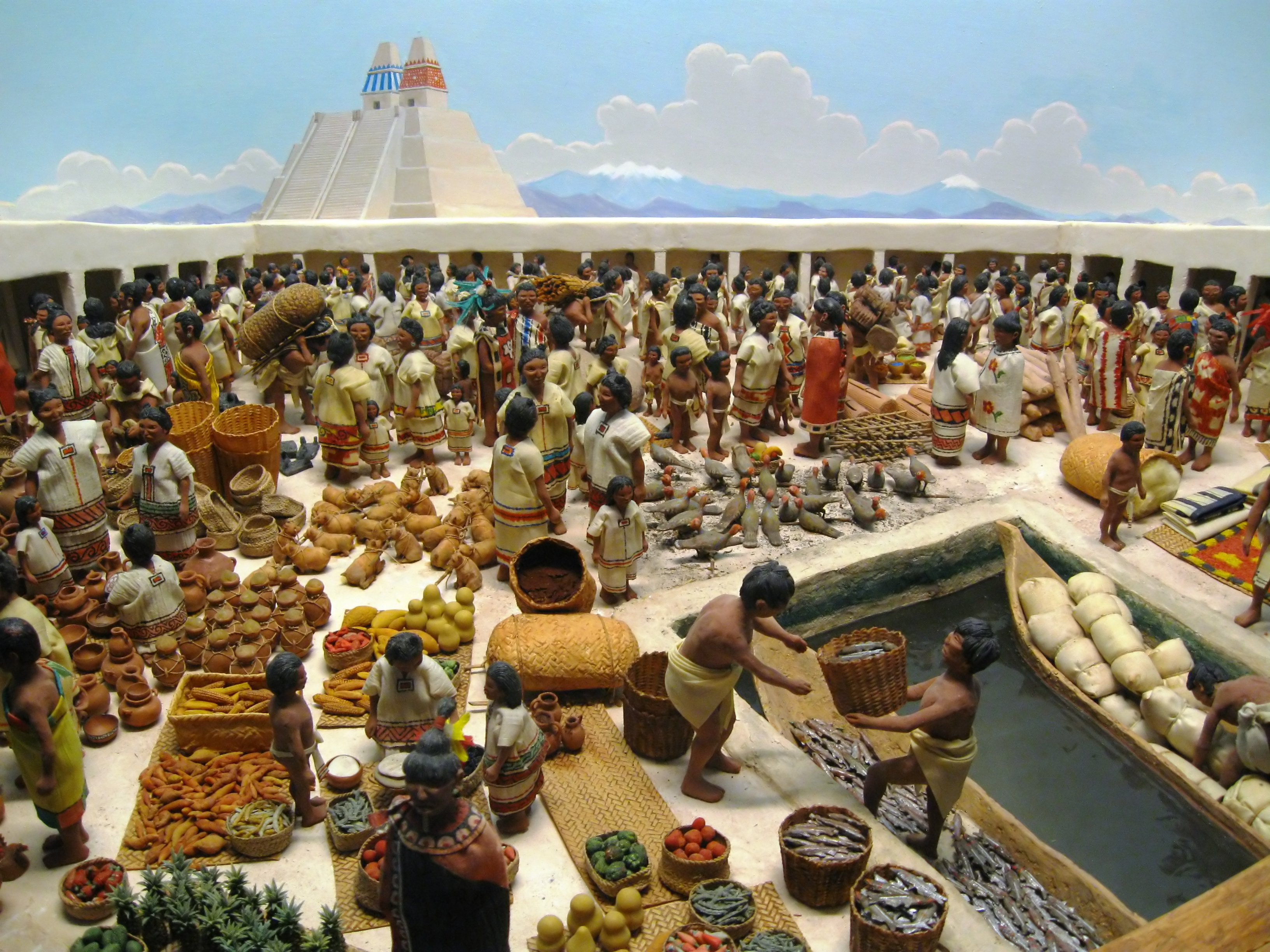
アステカ最大の市場があったトラテロルコの粘土製模型。フィールド自然史博物館所蔵。

交易では貴重品を扱い、飲食や貨幣に用いるカカオ、装飾に用いるケツァールをはじめとする鳥の羽根、ジャガーの皮、金、トルコ石、翡翠、琥珀などの貴金属や宝石などがある。ポチテカは王族、貴族、戦士などと並んでチョコレート飲料をはじめとするカカオの消費を許された階級でもあった。
低地マヤにあるプトゥン人の商業中心地であり交易港でもあるシカランコや、カカオ産地のソコヌスコなどへ大勢の運搬人を連れて旅をした。隊商はオアハカ北部のトチテペク（ウサギ山）から出発し、二手に分かれて一方はシカランコ、もう一方はソコヌスコや太平洋沿岸へと向かった。高価な品物を運ぶ隊商は人々の妬みや欲望を刺激しないように夜に首都に入った。

## 記録
ベルナルディーノ・デ・サアグンの『ヌエバ・エスパーニャ概史』のうち1巻でポチテカが記述されている。